# مستقبل دوبامين D2
مستقبل الدوبامين D2 ويعرف كذلك بـ(DRD2) هو بروتين يشفر لدى البشر بواسطة الجين DRD2، وهو أحد خمسة أنواع معروفة من مستقبلات الدوبامين ومشهور بأنه هدف الأدوية المضادة للذهان التي تعيق عمل مستقبلات الدوبامين بعد المشبكية وتخفض مستوى الدوبامين في المشابك. ينتمي إلى المستقبلات المماثلة لـD2 ويمنع عمل محلقة الأدينيلات.
تم دراسة هذا المستقبل بواسطة فيليب وزملائه سنة 1974. وتم استنساخ جينه أول مرة سنة 1988.
يتواجد المستقبل D2 بأعداد كبيرة في الحديبة الشمية والنواة المتكئة بالجسم المخطط، المادة السوداء، تحت المهاد، المنطقة السقيفية البطنية واللوزة الدماغية. يُخلّق مستقبل الدوبامين D1 تقريبا في نفس المناطق التي يتواجد فيها المستقبل D2. مع ذلك، ساعدت دراسات إضافية في بيان أن فقط 5-15% من العصبونات الممتدة من الجسم المخطط الظهري تعبر عن كلا المستقبلين معا، ويمكن أن تقسم بقية العصبونات إلى مجموعتين حسب المستقبل الذي تحتوي عليه.
تلعب مستقبلات D2 دورا مهما في نظام المكافأة في الدماغ. كما أن لها وظيفة إظهار مشاعر المحبة والتعلق بالشركاء وذلك كما أثبتت التجارب على العكبر.:197—198

## الوظيفة
يشفر هذا الجين النوع الفرعي D2 من مستقبلات الدوبامين التي تقترن بالوحدة الفرعية ألفا Gi من المستقبلات المقترنة بالبروتين ج. يثبط هذا المستقبل المقترن ببروتين ج عمل محلقة الأدينيلات.
لدى الفئران، لتنظيم التعبير السطحي عن DRD2 بواسطة مستشعر الكالسيوم العصبوني 1 (NCS-1) في التلفيف المسنن علاقة بالاستكشاف، اللدونة المشبكية وتشكل الذاكرة. أظهرت دراسة حديثة دورا محتملا لـDRD2 في استعادة ذكريات الخوف في القشرة أمام الطرفية.
لدى الذباب، يحمي تنشيط المستقبل الذاتي D2 عصبونات الدوبامين من موت الخلية المستحث بواسطة 1-ميثيل 4-فينيل البيريدينيوم، وهو ذيفان يماثل في عمله طريقة الإصابة بمرض باركنسون.
مستويات الدوبامين المثالية تفضل المستقبل D1 للاستقرار المعرفي، لكن مستقبلات D2 هي التي تتوسط المرونة المعرفية لدى البشر.

## نظائر
ينتج عن وصل بديل لهذا الجين ثلاث نسخ متغيرة تشفر نظائر مختلفة.
النظير الطويل (D2Lh) يُعتَبر تسلسله معياريا ويعمل كمستقبل بعد مشبكي كلاسيكي. النظير القصير (D2Sh) هو قبل مشبكي ويعمل كمستقبل ذاتي ينظم مستويات الدوبامين في الشق المشبكي. تثبط ناهضات مستقبلات D2sh تحرير الدوبامين، في حين تزيد مناهضاتها من تحريره. النظير الثالث D2 (النظير الأطول) ويختلف تسلسله عن التسلسل المعياري في كون فالين الموضع 270 (270V) مستبدل بـ فالين-فالين-غلوتامين (VVQ).